# Gonzalo Federico González
Gonzalo Federico González Pereyra (Rocha, Uruguay, 7 de octubre de 1993) es un futbolista uruguayo que juega como interior derecho. Actualmente milita en Cienciano de la Liga 1 de Perú.

## Trayectoria
El 8 de diciembre de 2013 debutó como profesional en el primer equipo de Danubio, ingresó al minuto 70 para enfrentar a El Tanque Sisley, el partido terminó 2 a 0 a favor.
Nuevamente tuvo oportunidades en la temporada 2014-15 y debutó a nivel internacional por la Copa Sudamericana, el 28 de agosto de 2014 frente a Deportivo Capiatá, el encuentro terminó 2 a 2 pero Danubio quedó eliminado del certamen debido a que perdieron en el partido de ida.

## Estadísticas
Actualizado el 15 de agosto de 2023.
| Danubio · Uruguay                                                                            | 1.ª           | 2013-14       | 1   | 0 | - | - | - | - | 1   | 0 |
| Danubio · Uruguay                                                                            | 1.ª           | 2014-15       | 8   | 0 | - | - | 1 | 0 | 9   | 0 |
| Danubio · Uruguay                                                                            | 1.ª           | 2015-16       | 9   | 0 | - | - | - | - | 9   | 0 |
| Danubio · Uruguay                                                                            | 1.ª           | 2016          | 2   | 0 | - | - | - | - | 2   | 0 |
| Danubio · Uruguay                                                                            | 1.ª           | 2017          | 8   | 1 | - | - | 1 | 0 | 9   | 1 |
| Danubio · Uruguay                                                                            | Total club    | Total club    | 28  | 1 | 0 | 0 | 2 | 0 | 30  | 1 |
| Arsenal Argentina                                                                            | Superliga     | 2017-18       | 12  | 0 | 0 | 0 | 0 | 0 | 12  | 0 |
| Arsenal Argentina                                                                            | Total club    | Total club    | 12  | 0 | 0 | 0 | 0 | 0 | 12  | 0 |
| Apollon Smyrnis · Grecia                                                                     | Superliga     | 2018-19       | 5   | 0 | 0 | 0 | 0 | 0 | 5   | 0 |
| Apollon Smyrnis · Grecia                                                                     | Total club    | Total club    | 5   | 0 | 0 | 0 | 0 | 0 | 5   | 0 |
| Atlético Juventud Paraguay                                                                   | C             | 2019          | 0   | 0 | 1 | 1 | 0 | 0 | 1   | 1 |
| Atlético Juventud Paraguay                                                                   | Total club    | Total club    | 0   | 0 | 1 | 1 | 0 | 0 | 1   | 1 |
| Juventud · Uruguay                                                                           | 1.ª           | 2019          | 28  | 2 | 0 | 0 | 0 | 0 | 28  | 2 |
| Juventud · Uruguay                                                                           | Total club    | Total club    | 28  | 2 | 0 | 0 | 0 | 0 | 28  | 2 |
| Albirex Niigata Japón                                                                        | J2            | 2020          | 12  | 0 | 0 | 0 | 0 | 0 | 12  | 0 |
| Albirex Niigata Japón                                                                        | J2            | 2021          | 7   | 0 | 2 | 0 | - | - | 9   | 0 |
| Albirex Niigata Japón                                                                        | Total club    | Total club    | 19  | 0 | 2 | 0 | 0 | 0 | 21  | 0 |
| Delfín S. C. · Ecuador                                                                       | 1.ª           | 2022          | 28  | 0 | 3 | 0 | 2 | 0 | 33  | 0 |
| Delfín S. C. · Ecuador                                                                       | Total club    | Total club    | 28  | 0 | 3 | 0 | 2 | 0 | 33  | 0 |
| Cienciano · Perú                                                                             | Liga 1        | 2023          | 12  | 0 | 0 | 0 | 1 | 0 | 13  | 0 |
| Cienciano · Perú                                                                             | Total club    | Total club    | 12  | 0 | 0 | 0 | 1 | 0 | 13  | 0 |
| Total carrera                                                                                | Total carrera | Total carrera | 132 | 3 | 6 | 1 | 5 | 0 | 144 | 4 |
| (1) Incluidos los datos de la Copa Ecuador. (2) Incluidos los datos de la Copa Sudamericana. |               |               |     |   |   |   |   |   |     |   |

## Palmarés

### Torneos nacionales
| Competición         | Club          | País    | Año  |
| ------------------- | ------------- | ------- | ---- |
| Torneo Apertura     | Danubio F. C. | Uruguay | 2013 |
| Campeonato Uruguayo | Danubio F. C. | Uruguay | 2014 |